# أليس جي ويلز
أليس ج. ويلز هي دبلوماسية أمريكية وسفيرة سابقة للولايات المتحدة الأمريكية لدى الأردن.

## حياتها والتعليم
ولدت أليس ويلز في بيروت ، لبنان لهيدي وويس ويلز. كان والدها في ذلك الوقت ضابطًا بالجيش الأمريكي متمركزًا هناك كجزء من قوة مهام الرئيس آيزنهاور في الشرق الأوسط عام 1958.  حصلت على شهادة البكالوريوس من جامعة ستانفورد عام 1985 وحصلت على درجة الماجستير من جامعة كاليفورنيا في لوس أنجلوس.

## عملها
ويلز عضو مهني في وزارة الخارجية الأمريكية. عملت أيضا ضابطًا سياسيًا وضابطًا سياسيًا عسكريًا في سفارة الولايات المتحدة في الرياض بالمملكة العربية السعودية، وكضابط سياسي واقتصادي في السفارة الأمريكية في دوشانبي-طاجيكستان. كانت مديرة بالنيابة لشئون مصر وشمال أفريقيا في مكتب شؤون الشرق الأدنى من 2003 إلى 2005. شغلت منصب مستشار وزير الشؤون السياسية في السفارة الأمريكية في موسكو في الفترة من 2006 إلى 2009 وكانت مديرة الشؤون المغاربية. عملت أيضًا كمساعد تنفيذي لوزيرة الخارجية هيلاري كلينتون في الفترة من 2011 إلى 2012 ، ووكيل الشؤون السياسية وليام ج. بيرنز من 2009 إلى 2011. عملت كمقيم في مجلس الفاحصين الأجانب في عام 2013 وكانت مساعدة خاصة للرئيس لروسيا وآسيا الوسطى في البيت الأبيض من 2012 إلى 2013.
عندما رشحت لتصبح سفير الولايات المتحدة في الأردن، كانت تعمل كمستشارة أولى في مكتب شؤون الشرق الأدنى في وزارة الخارجية. بدأت مهمتها كسفيرة في 28 يوليو 2014. في يناير 2016 ، أعلن ويلز في مؤتمر صحفي عُقد في عمّان أن الكونغرس الأمريكي وافق على 1.275 مليار دولار «غير مسبوقة» كمساعدة للأردن في مشروع قانون ميزانية عام 2016. ويشمل المبلغ المساعدات الاقتصادية، والمساعدة الأمنية والمساعدة في إمدادات المياه في البلاد. وأشار ويلز إلى أن المساعدات تمت الموافقة عليها بدعم ثنائي حزبي من الجمهوريين والديمقراطيين.
نقلها الرئيس دونالد ترامب سفيراً بناءً على طلب الملك عبدالله الثاني 
ثم تم تعيينها مساعد وزير الخارجية بالنيابة لشئون جنوب ووسط آسيا. 

## الحياة الشخصية
تتحدث ويلز الإنجليزية والروسية ودرست اللغة العربية والأردية والهندية. هي متزوجة من كورت إي. معا، لديهم ثلاثة أطفال.